# 拜鲁什
拜鲁什是葡萄牙阿威罗区的一个堂区。总面积8.49平方公里，总人口1853人，人口密度218.3人/平方公里。